# Thomas Glasl
Thomas Glasl (getauft 28. Oktober 1688 in Weyarn; † nach 1761) war ein deutscher Stuckateur des Barock und Rokoko. Sein Vater war der Baumeister Dominik Glasl. Thomas Glasl war ein Schüler von Johann Baptist Zimmermann. Seit 1720 besaß er das Bürgerrecht von Freising.

## Werke (Auswahl)

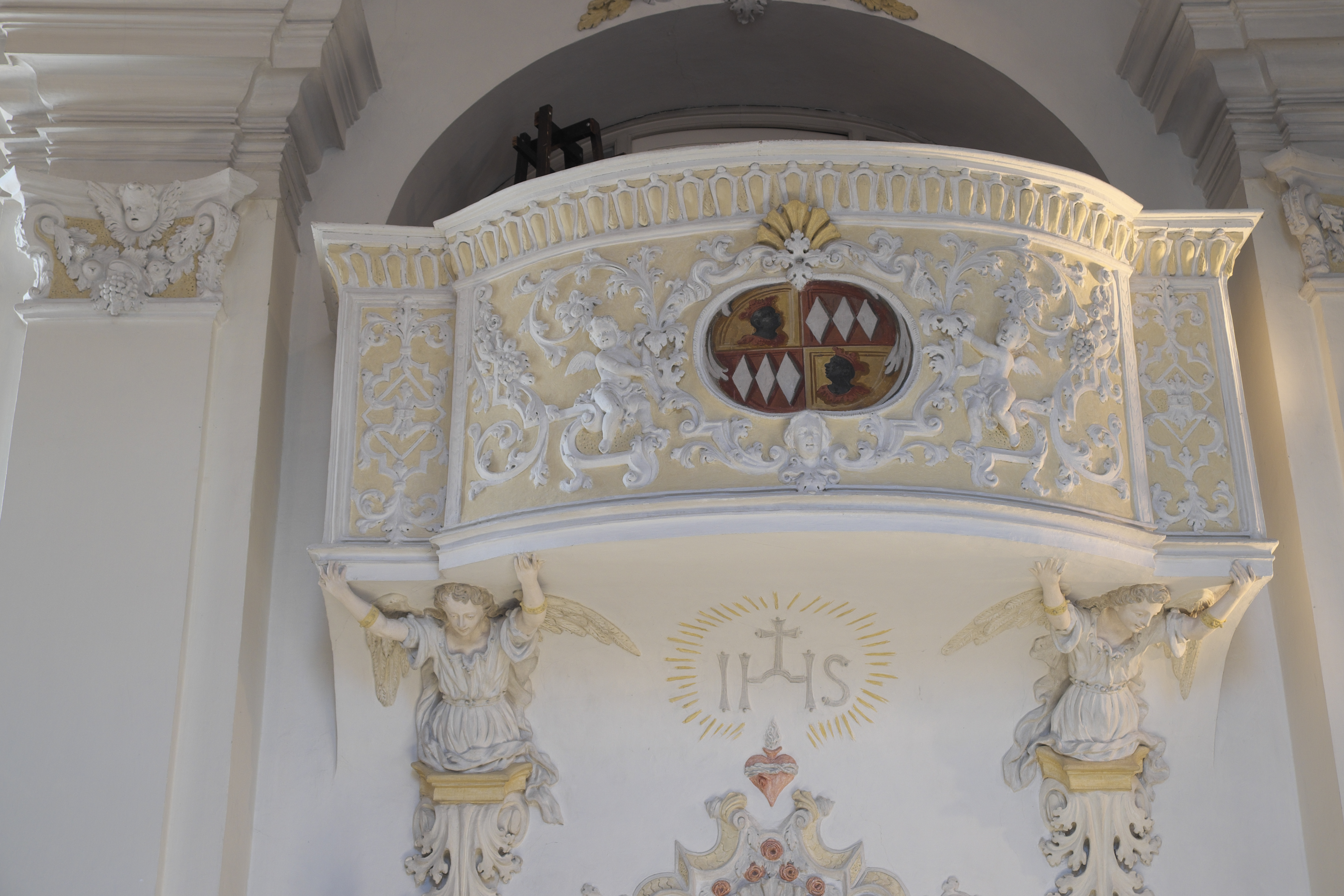
Stuckdekor an der Oratoriumsloge der Pfarrkirche St. Valentin in Unterföhring

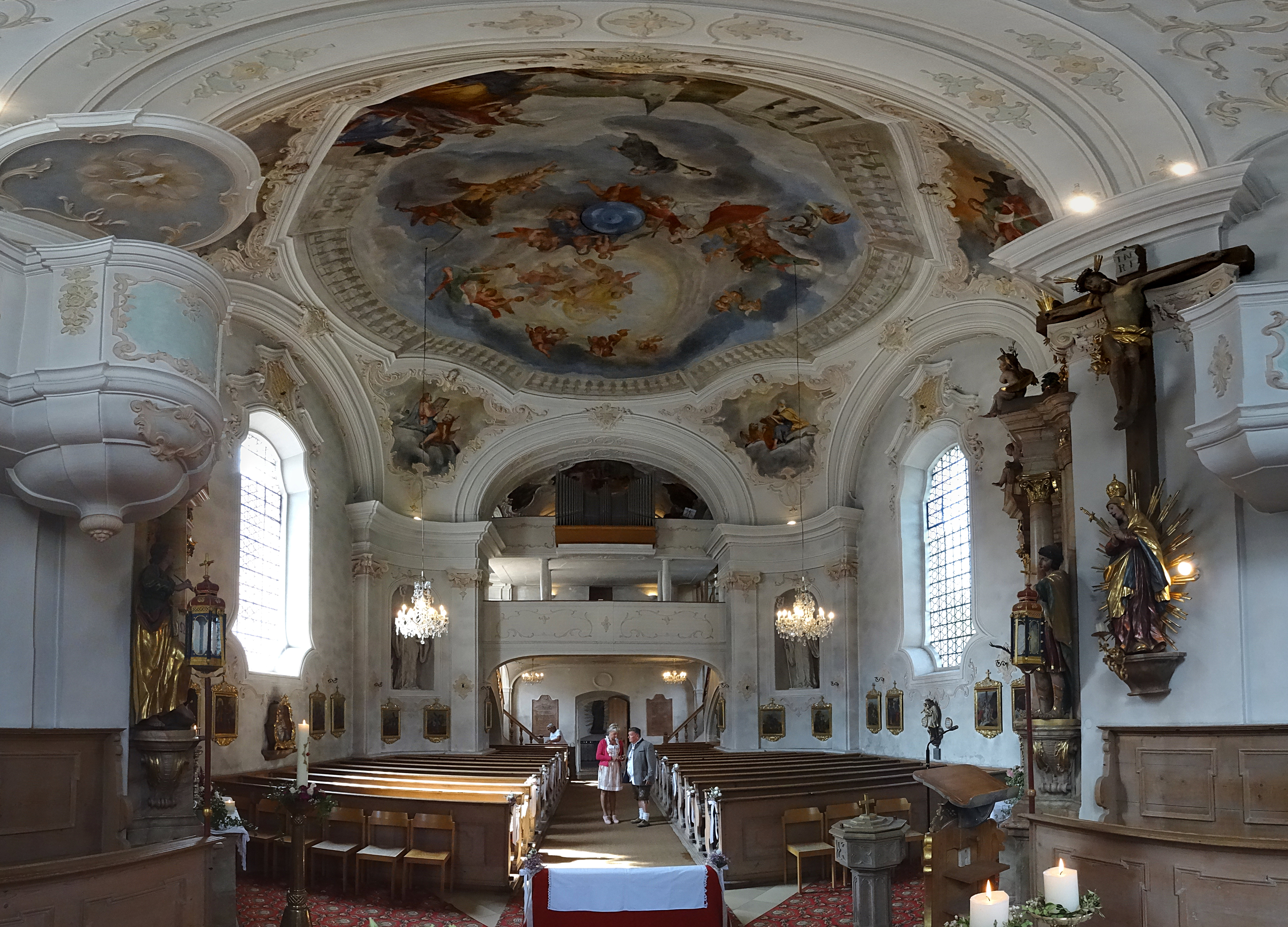
Pfarrkirche St. Margareth (Bayrischzell)

- 1717/18: Katholische Pfarrkirche St. Valentin in Unterföhring (mit Dominik Glasl, Mathias Bader, Johannes Riederer)
- 1730: Ziererhaus in Freising
- 1735: Stuckarbeiten in der Pfarrkirche St. Martin Flintsbach
- 1736: Stuckaturen in der Pfarrkirche St. Margaretha Bayrischzell
- 1737/1738: Barocksaal der Dombibliothek Freising
- 1761: Gotzing